# David Piper
David Piper (ur. 2 grudnia 1930 w Edgware) – brytyjski kierowca wyścigowy.
Wystartował w trzech Grand Prix Formuły 1. Zadebiutował 18 lipca 1959. Reprezentował zespół Lotus. Nigdy nie zdobył punktów.